# Rosularia blepharophylla
Rosularia blepharophylla är en fetbladsväxtart som beskrevs av U. Eggli. Rosularia blepharophylla ingår i släktet Rosularia och familjen fetbladsväxter. Inga underarter finns listade i Catalogue of Life.